# Tereza Vanžurová
Tereza Vanžurová (ur. 4 kwietnia 1991 w Benešovie) – czeska siatkarka, reprezentantka kraju, grająca na pozycji atakującej i przyjmującej.

## Sukcesy klubowe
Mistrzostwo Czech:
- 2008
- 2007, 2012
- 2006, 2010

Puchar Czech:
- 2007